# Mjölby
Mjölby est une ville de Suède dans la commune de Mjölby, dont elle est le chef-lieu, située dans le comté d'Östergötland.
Sa population était de 13 914 habitants en 2019.